# 魯国公主
魯国公主（ろこくこうしゅ、노국공주）は、高麗の第31代王恭愍王の妃。モンゴル人で、本名は宝塔失里（ブッダシュリ）。
父は元の皇族の魏王ボロト・テムル（アムガの子）。1349年10月に降嫁される。降嫁後、元より承懿公主に封じられる。懐妊するが、難産のため逝去した。なお、子は死産であった（先に一度懐妊しており、娘を流産したという記録も残っている）。没後、仁徳恭明慈睿宣安王太后と贈号される。
1367年、元より魯国徽翼大長公主に追封され、後に魯国徽懿大長公主に改められる。

## 家族
- 父：元の魏王ボロト・テムル
- 母：不明
- 夫：恭愍王
- 息子（死産）